# Râul Slivei
Râul Slivei este un curs de apă, afluent al râului Jieț. 

## Hărți
- Harta județului Hunedoara
- Harta munților Parâng [nefuncțională – arhivă]